# Улица Ольговичей (Чернигов)
Улица Ольговичей (до 2023 года — переулок Нахимова) (укр. Вулиця Ольговичів) — улица в Новозаводском районе города Чернигова, исторически сложившаяся местность (район) Лесковица. Пролегает от улицы Святославская (Нахимова) до конца застройки.
Нет примыкающих улиц.

## История
Переулок Нахимова — в честь в русского флотоводца, адмирала Павла Степановича Нахимова — по названию улицы Нахимова, от которой пролегает.
С целью проведения политики очищения городского пространства от топонимов, которые возвеличивают, увековечивают, пропагандируют или символизируют Российскую Федерацию и Республику Беларусь, 21 февраля 2023 года переулок был преобразован в улицу под современным названием — в честь правящей династии в Черниговском княжестве, рода Ольговичей, согласно Решению Черниговского городского совета № 29/VIII-7 «Про переименование улиц в городе Чернигове» («Про перейменування вулиць у місті Чернігові»).

## Застройка
Улица пролегает в сторону озера Млиновище — в юго-западном направлении между Святославской и Гаевой улицами, имеются проезды к этим улицам. Парная и непарная стороны улицы заняты усадебной застройкой.  
Учреждения: нет